# تازرکه
تازرکه (به عربی: تازرکة) یک منطقهٔ مسکونی و شهر در تونس است که در استان نابل واقع شده‌است. در سال ۲۰۱۴، تازرکه ۹٬۳۸۸ نفر جمعیت داشته‌است.